# 马拉芒格阿拉图帕蒂
马拉芒格阿拉图帕蒂（Maramangalathupatti），是印度泰米尔纳德邦Salem县的一个城镇。总人口11378（2001年）。

## 人口
该地2001年总人口11378人，其中男性5853人，女性5525人；0—6岁人口1247人，其中男660人，女587人；识字率68.83%，其中男性为74.46%，女性为62.86%。